# Boletus pseudoregius
Il Boletus pseudoregius è un fungo edule appartenente alla famiglia delle Boletaceae non molto comune.

## Descrizione della specie
Cappello
5–15 cm di diametro, carnoso, emisferico, poi piano convesso.
Cuticolaasciutta, feltrata, rosa antico, rosa brunastro.
Pori
Tondi, piccoli, di color giallo-oro, viranti leggermente al blu alla pressione e al taglio.
Tubuli
Lunghi, color giallo, poi verde-oliva, viranti al blu.
Gambo
Fino a 4–5 cm di diametro, cilindrico, slanciato ma a volte tozzo, boletoide, color giallastro, zona rosata nel terzo inferiore, virante al blu, coperto fino alla metà con un reticolo concolore.
Carne
Soda, dura; virante al blu al taglio.
- Odore: fruttato
- sapore: gradevole, dolciastro.

Spore
Fusiformi, bruno-oliva in massa, 12,5-17,5 x 3,5-5 µm.

## Habitat
Cresce sotto latifoglie, specialmente faggio e castagno.

## Commestibilità
Ottima.

## Etimologia
Il nome deriva dal latino regius, regale, e dal greco ψευδο, simile; perché risulta essere molto simile al Butyriboletus regius

## Specie simili
Confondibile con il Butyriboletus regius, meno slanciato, con la carne che vira in minor misura.